# Thriller (álbum)
Thriller es el sexto álbum de estudio del cantante estadounidense Michael Jackson, publicado el 29 de noviembre de 1982 por Epic Records. Producido por Quincy Jones —quien trabajó también en el álbum Off the Wall (1979) del mismo artista—, la obra está compuesta por un balance de varios géneros musicales: entre disco y rock, funk y balada, R&B y pop. El propio Jackson escribió cuatro de las nueve canciones del álbum. Las sesiones de grabación iniciaron en abril de 1982 en los estudios Westlake de Los Ángeles, con un presupuesto de producción de US$750 000. El disco contó con la colaboración de Paul McCartney, exmiembro de The Beatles, además de varios integrantes de la banda de rock Toto, entre ellos Jeff Porcaro (batería), Steve Porcaro y David Paich (teclados), Steve Lukather (guitarra) y el teclista Greg Phillinganes.
Siete de las nueve canciones del álbum fueron lanzadas como sencillos: «Beat It», «Billie Jean», «Wanna Be Startin' Somethin'», «P.Y.T. (Pretty Young Thing)», «The Girl Is Mine», «Human Nature» y «Thriller», todos ellos llegaron a los diez primeros puestos en el Billboard Hot 100, con lo que estableció el récord del artista con más canciones top diez de un mismo álbum, con «Beat It» y «Billie Jean» alcanzando el número uno. Con 32 millones de copias vendidas a finales de 1983, Thriller se convirtió en el álbum más vendido de la historia. El disco estableció el estatus de Jackson como una de las estrellas del pop por excelencia, y le permitió superar algunas barreras raciales. Además, con este proyecto, se convirtió en uno de los primeros artistas en utilizar los vídeos musicales como herramientas de promoción, destacando los de «Thriller», «Billie Jean» y «Beat It», que se transmitieron de manera continua en la cadena de televisión MTV.
Thriller permanece como el álbum más vendido de la historia, con ventas estimadas en 70 millones de copias en todo el mundo. Es el segundo más vendido de Estados Unidos, siendo certificado con 34 discos de platino por la Recording Industry Association of America (RIAA), solo por debajo de Their Greatest Hits (1971-1975) de la banda Eagles. Ganó un récord de ocho premios Grammy en la edición de 1984, entre ellos álbum del Año y grabación del Año por «Beat It». También ganó un récord de ocho American Music Awards en la edición de 1984.
Desde 2008, una copia de Thriller permanece en el Registro Nacional de Grabación de la Biblioteca del Congreso de Estados Unidos debido a su «gran significado cultural». En la revisión de 2012 de la lista de los 500 mejores álbumes de todos los tiempos de la revista Rolling Stone, se colocó en el número 20, mientras que en la actual revisión de 2020 logró la posición 12. En 2022 el álbum celebró 40 años de su lanzamiento.

## Antecedentes

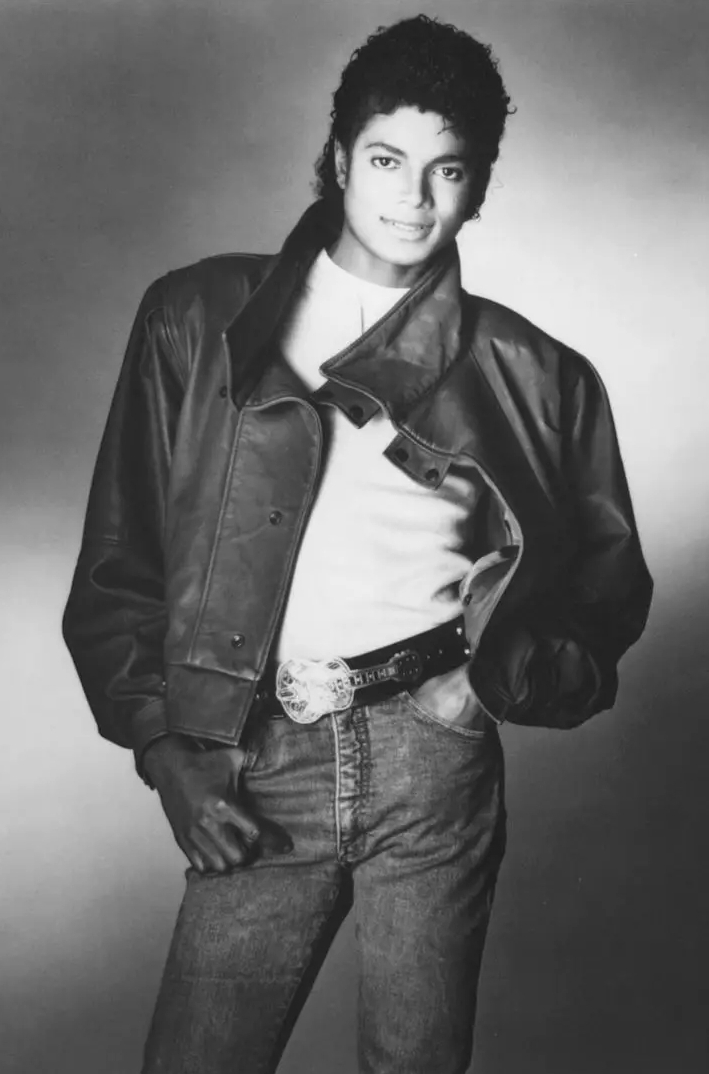
Michael Jackson en 1983.

El anterior álbum de Jackson Off the Wall (1979) recibió críticas generalmente favorables. También fue un éxito comercial, con ventas finales de más de 20 millones de copias en todo el mundo. Los años que transcurrieron entre Off the Wall y Thriller fueron un período de cambio para el cantante, un momento en el que aumentó su independencia. Durante ese período el cantante manifestó sentirse infeliz: «Incluso en casa, me siento solo. Me siento en mi habitación y algunas veces me pongo a llorar. Es tan difícil hacer amigos [...] a veces me paseo por el barrio en la noche, con la esperanza de encontrar a alguien con quien hablar. Pero siempre termino volviendo a casa.» Cuando Jackson cumplió 21 años en agosto de 1979, despidió a su padre Joseph Jackson como su mánager y lo reemplazó por John Branca.
Cuando Jackson consideró que Off the Wall (en 1981, el álbum más vendido por un artista negro) había sido menospreciado en los Premios Grammy de 1980, decidió crear un nuevo proyecto manifestado que sería aún mejor. También se sentía infravalorado por la industria del entretenimiento estadounidense ya que en 1980, cuando Jackson pidió al publicista de la revista Rolling Stone si estarían interesados en hacer un reportaje sobre él, este se negó, a lo que Jackson respondió: «Me han dicho una y otra vez que la gente negra en la portada de las revistas no vende copias [...] Solo hay que esperar. Algún día, las revistas van a venir a mí para pedirme una entrevista».

## Grabación

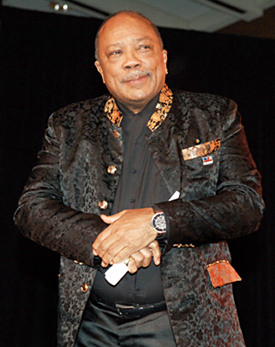
Quincy Jones coprodujo Thriller junto a Michael Jackson.

Jackson se reunió con el productor de Off the Wall Quincy Jones para grabar su sexto álbum de estudio. Ambos trabajaron en alrededor de 30 canciones, nueve de las cuales fueron incluidas en la configuración final del álbum. Thriller fue grabado entre abril y noviembre de 1982, con un presupuesto de US$750 000. Varios miembros de la banda Toto también participaron en la grabación del álbum como músicos de sesión. Jackson escribió cuatro canciones para el disco: «Wanna Be Startin' Somethin'», «The Girl Is Mine» (con Paul McCartney), «Beat It» y «Billie Jean». Jackson no escribió estas canciones en papel, sino que las recitaba en un magnetófono de casete; cuando fue momento de grabarlas pudo cantarlas de memoria.
La relación entre Jackson y Jones se volvió tensa durante la grabación del álbum. Jackson pasó mucho de su tiempo ensayando los pasos de baile de manera independiente. Cuando se terminaron las nueve canciones, tanto Jones como Jackson estaban inconformes con el resultado y volvieron a mezclar cada canción, llevándose una semana en cada una.
Jackson se inspiró para crear un álbum donde «cada canción fuera extraordinaria», por lo que desarrolló Thriller bajo ese concepto. En la reedición de 2001 del álbum, Jones y el compositor Rod Temperton hablaron detalladamente sobre la grabación del álbum. Jones explicó por qué «Billie Jean» era tan personal para Jackson, quien al momento de concebir el tema, luchaba por mantenerse a salvo de los fanes obsesionados. Por su parte, Jones quería que la larga introducción que había en la canción se acortara, sin embargo, Jackson insistió en que permaneciera, porque esto hacía que le dieran ganas de bailar.
El declive de la música disco hizo necesario moverse en otra dirección musical. Jones y Jackson estaban decididos a hacer una canción de rock que fuera llamativa para todos los gustos musicales y pasaron semanas para poder encontrar un guitarrista adecuado para la canción «Beat It», una canción escrita por Jackson. Posteriormente encontraron a Eddie Van Halen de la banda de rock Van Halen.
Por otra parte, cuando Temperton escribió la canción «Thriller», quería originalmente llamarla «Starlight» o «Midnight Man», pero finalmente se dejó «Thriller», porque consideraban que el nombre tenía un gran potencial comercial. Siempre quisieron encontrar una persona que fuera ideal para recitar las letras finales de la canción; Jones invitó al actor Vincent Price, que era un conocido de su esposa, quien completó su parte en solo tres tomas. Temperton escribió la parte final de la canción en un taxi cuando se dirigía hacia el estudio de grabación.

## Música
| - Steve Lukather - David Williams - Eddie Van Halen | - Dean Parks - Paul Jackson, Jr |

| - Steve Porcaro - Greg Phillinganes | - Brian Barns - David Paich |

| - Rod Temperton - Michael Boddicker | - Bill Wolfer - David Foster |

| - Jeff Porcaro | - N'dugu Chancler |

| - Gary Grant | - Jerry Hey |

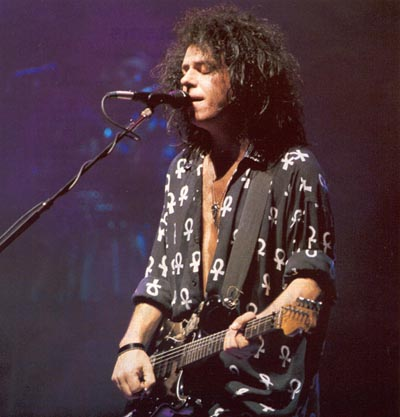
El guitarrista Steve Lukather —músico de sesión y cofundador de la banda Toto— colaboró en cuatro canciones del álbum.

El crítico musical Stephen Thomas Erlewine de Allmusic señala que Thriller de 1982 fue un álbum que tuvo algo para todo el mundo, basándose en el proyecto básico de Off the Wall, pero añadiendo funk más duro (Billie Jean o Thriller), hard rock (Beat It), baladas más suaves (The Girl Is Mine o Human Nature), y soul más fluido (Baby Be Mine), ampliando el enfoque de tener algo para cada público.
El álbum incluye las baladas «The Lady In My Life», «Human Nature» y «The Girl Is Mine»; las piezas funk de «Billie Jean» y «Wanna Be Startin' Somethin'», y música disco en «Baby Be Mine» y «P.Y.T. (Pretty Young Thing)», y tiene un sonido similar al material de Off The Wall. «Wanna Be Startin' Somethin'» está acompañada de un bajo y la percusión en la parte central de la canción, y culmina con un canto en suajili. «The Girl Is Mine» cuenta la lucha de dos amigos por una mujer, argumentando sobre quién la ama más y concluye con un rap hablado.
A pesar del sonido pop de estas dos grabaciones, Thriller, más que Off The Wall, muestra presagios de las temáticas contradictorias que vendrían a caracterizar los trabajos posteriores de Jackson. Con Thriller comenzaría su relación con lo subliminal de la paranoia y temas más oscuros. Esto es evidente en la canción «Billie Jean» que comienza con el largo sonido de un bajo y batería en la introducción, y en la que Jackson habla sobre una fan obsesiva que alega haber tenido un hijo con él. Así mismo, en «Wanna Be Startin' Somethin'», el artista argumenta estar en contra de los cotilleos y los medios de comunicación. Además, Jackson incluye metáforas sobrenaturales en la pista que da título al álbum, donde pueden ser escuchados distintos efectos de sonido, como una puerta chirriante, un trueno, pies caminando sobre tablones de madera, vientos y ladridos de perros.
La lucha contra la violencia de pandillas en «Beat It» se convirtió en un homenaje a West Side Story, y fue la primera pista rock de éxito de Jackson. Jackson dijo después de «Beat It», «el punto es que nadie tiene que ser el tipo duro, se puede caminar lejos de una pelea y aun así ser un hombre duro. No se tiene que morir para demostrar que eres un hombre.» «Human Nature» es temperamental e introspectiva, según se indica en su letra como, «mirando hacia fuera, a través de la mañana, el corazón de la ciudad comienza a latir, extendiéndome, toco su hombro, sueño con las calles.»
La revista Rolling Stone comparó la voz de Jackson a la «jadeante y maravillosa voz» de Stevie Wonder. Su análisis fue que el «ligero tono de Jackson es de extraordinaria belleza. Se desliza suavemente en un sorprendente falsete que es utilizado de manera muy atrevida.» Aunque Jackson podía cantar en un tono débil —por debajo de do— prefería cantar más alto porque de esa manera los tenores pop tienen más alcance para lograr el estilo. La opinión de Rolling Stone fue que Jackson estaba cantando en una «voz totalmente adulta» que se «teñía de tristeza». «P.Y.T. (Pretty Young Thing)», acreditada a James Ingram y Quincy Jones, y «The Lady In My Life» de Rod Temperton, le dieron al álbum una dirección más fuerte de R&B. El cantante ya anteriormente había adoptado una tono vocal llamado «hipo», y este se siguió aplicando en Thriller. El propósito del «tono de hipo» —algo así como tragando aire o jadeando— ayuda a provocar cierta emoción para el receptor, ya sea la excitación, la tristeza o el miedo.

## Portada
La portada de Thriller presenta a Jackson con un traje blanco en una toma del fotógrafo Dick Zimmerman. La manga desplegable revela un cachorro de tigre en la pierna de Jackson, que, según Zimmerman, mantuvo alejado de su rostro, temiendo que le arañase. Otra imagen de la sesión, con Jackson abrazando al cachorro, se utilizó para la edición especial de 2001 de Thriller.

## Lanzamiento y recepción
Thriller fue lanzado el 30 de noviembre de 1982, y vendió un millón de copias a nivel mundial durante su primera semana. Siete sencillos fueron extraídos del álbum, comenzando por la canción «The Girl Is Mine» que fue seguida por el sencillo «Billie Jean», que hizo a Thriller un éxito en las listas. El éxito continuó con el sencillo «Beat It», que incluyó a los guitarristas Eddie Van Halen y Steve Lukather. La canción «Thriller» fue lanzada como sencillo y también se convirtió en un éxito internacional.
El álbum fue bien recibido por los críticos. La revista Rolling Stone le dio una calificación de cuatro estrellas, y en la revisión de Christopher Connelly lo describió como «un LP vigoroso» con «un desgarrador y oscuro mensaje». A pesar de la respuesta positiva, la canción homónima fue objeto de fuertes críticas. Rolling Stone expresó un sentimiento negativo en ella, criticándola fuertemente. La revista explicó que hay un desorden terrible en la parte final, donde Vincent Price recita las últimas palabras de la canción. Por su parte, The New York Times hizo una revisión positiva del álbum, destacando particularmente la canción «Human Nature» que describió como una de las «canciones más sorprendentes». Concluyó su revisión agregando, «Lo mejor de todo, es la confianza generalizada que se infunde en todo el álbum, Thriller demuestra que la evolución del señor Jackson como un artista está lejos de terminar.»
Robert Christgau clasificó al álbum como positivo (A) unos pocos días antes de su lanzamiento. Reconoció que hubo «relleno» en el álbum, pero aun así lo denominó como «casi clásico». Expresó la opinión de que «Beat It» fue el mejor tema del álbum, calificándolo como el triunfo del álbum, pero criticó a «The Girl Is Mine» como «la peor canción de Michael desde 'Ben'». Era de la opinión de que la colaboración no funcionó bien, pero lo elogió por el «amor interracial que se consiguió en la radio». Un año después del lanzamiento del álbum, Time resumió los tres principales sencillos del álbum, diciendo: «América y gran parte del resto del mundo se mueve de forma irregular, al compás de los difíciles puntales de 'Billie Jean', el aria de 'Beat It' y los escalofríos sumamente frescos de 'Thriller'.» Por el contrario, en una revisión de Melody Maker, Paolo Hewitt declaró que «este no es un buen LP», en su opinión, había solo «dos temas dignos de mención». «Wanna Be Startin' Somethin'» fue elogiada como una «emocionante, moderna canción de electro funk», tal y como lo fue «Billie Jean». La opinión de Hewitt fue que el álbum solo puede ser descrito como «ligero», particularmente en el cierre de las pistas. Resumió: «Parece que Jackson ha perdido su talento para convertirlo en cifras brutas en oro.»
Durante la 26.ª entrega de los Premios Grammy celebrada el 28 de febrero de 1984 en reconocimiento a los logros discográficos alcanzados durante 1983, Thriller ganó un total de ocho premios Grammy, entre ellos el de álbum del año y mejor arreglo para álbum, no clásico, este último otorgado a Bruce Swedien. Esa misma noche, Jackson se hizo acreedor en la categoría mejor álbum para niños por su contribución en la banda sonora E.T. the Extra-Terrestrial. Ese mismo año, Jackson ganó ocho American Music Awards, el Premio Especial al Mérito y tres MTV Video Music Awards. Además es uno de solo tres álbumes en haber permanecido en el top diez del Billboard 200 durante un año completo, y pasó 37 semanas no consecutivas en el número uno. El álbum también fue el primero de tres que sus siete sencillos aparecieron en los diez primeros del Billboard Hot 100,

### Ventas
Thriller fue reconocido como el álbum más vendido en el mundo el 7 de febrero de 1984, cuando fue incluido en el Libro Guinness de los récords, siendo además el único bestseller en dos años consecutivos (1983-1984) en los Estados Unidos. El álbum encabezó las listas en varios países, vendió 3,8 millones copias en el Reino Unido, 2,5 millones en Japón y fue 16 veces Platino en Australia.
El álbum alcanzó el número dos del Catalog charts en febrero de 2003 y el número 39 en el Reino Unido en marzo de 2007. Después de la muerte de Jackson en junio de 2009, Thriller experimentó una nueva fase de popularidad. En EE. UU. vendió más de 100.000 copias en una semana, situándose en el número dos en la lista del Top Pop Catalog Albums. Las canciones de Thriller también ayudaron a Jackson en convertirse en el primer artista en vender más de un millón de descargas de canciones en una semana, y según Nielsen SoundScan, ese año fue el 14º álbum más vendido en los Estados Unidos con 1,27 millones de copias comercializadas. También en 2009 el álbum fue certificado de Platino en Europa por la IFPI, a modo de acreditación de ventas legales de 1 millón de copias solo en ese año.
Thriller permanece como el álbum más vendido de la historia con ventas estimadas en 70 millones de copias en todo el mundo. En diciembre de 2015, Thriller obtuvo la certificación de 30 discos de platino por la Recording Industry Association of America, al alcanzar ventas superiores a las 30 millones de copias en los Estados Unidos; menos de dos meses después, llegó a los 32 discos de platino, en representación a las 32 millones de unidades.

## Influencia y legado
El álbum Thriller cambió la forma en que funcionaba la industria musical haciéndola más rentable. En un mercado impulsado por sencillos, Thriller  planteó la importancia que podría tener un álbum, y sus múltiples éxitos cambiaron la forma de percibir cuantos sencillos exitosos podrían extraerse de un mismo álbum. La época vio la llegada de novedades como el muñeco de Michael Jackson, que apareció en las tiendas en mayo de 1984. Thriller mantiene una posición importante en la cultura estadounidense. El biógrafo J. Randy Taraborrelli, explica, en cierto momento, «Thriller dejó de venderse como un elemento de ocio —como una revista, un juguete o entradas para una película de éxito— y empezó a venderse como un elemento básico del hogar».
Al mismo tiempo que se publicó el álbum, un comunicado de prensa de A&M Records, dijo que, «Toda la industria obtiene un beneficio de este éxito.» La revista Time especuló que «el éxito de Thriller le dio a los negocios [musicales] uno de sus mejores años desde los embriagadores días de 1978, cuando había un estimado de ingresos totales de 4,1 mil millones de dólares.» Time resumió el impacto de Thriller como una «recuperación de confianza» para una industria que se encontraba en «las ruinas del punk y los elegantes sintetizadores pop». La publicación describió a la influencia de Jackson de ese momento como« Una estrella de discos, radio y videos de rock. Un hombre que rescató al negocio de la música. Un compositor que pone el ritmo de una década. Un bailarín con los pies más elegantes en la calle. Un cantante que atraviesa todas las fronteras del gusto y del estilo».
En enero de 1984, The New York Times manifestó que Jackson era un «fenómeno musical», y que «en el mundo de la música pop, no hay nadie igual a Michael Jackson.» En este sentido, el artista obtuvo un récord de beneficios en las ventas de discos compactos, y de la venta de copias del documental The Making of Michael Jackson's Thriller, financiado parcialmente por la cadena de televisión MTV.

### Videos musicales e igualdad racial

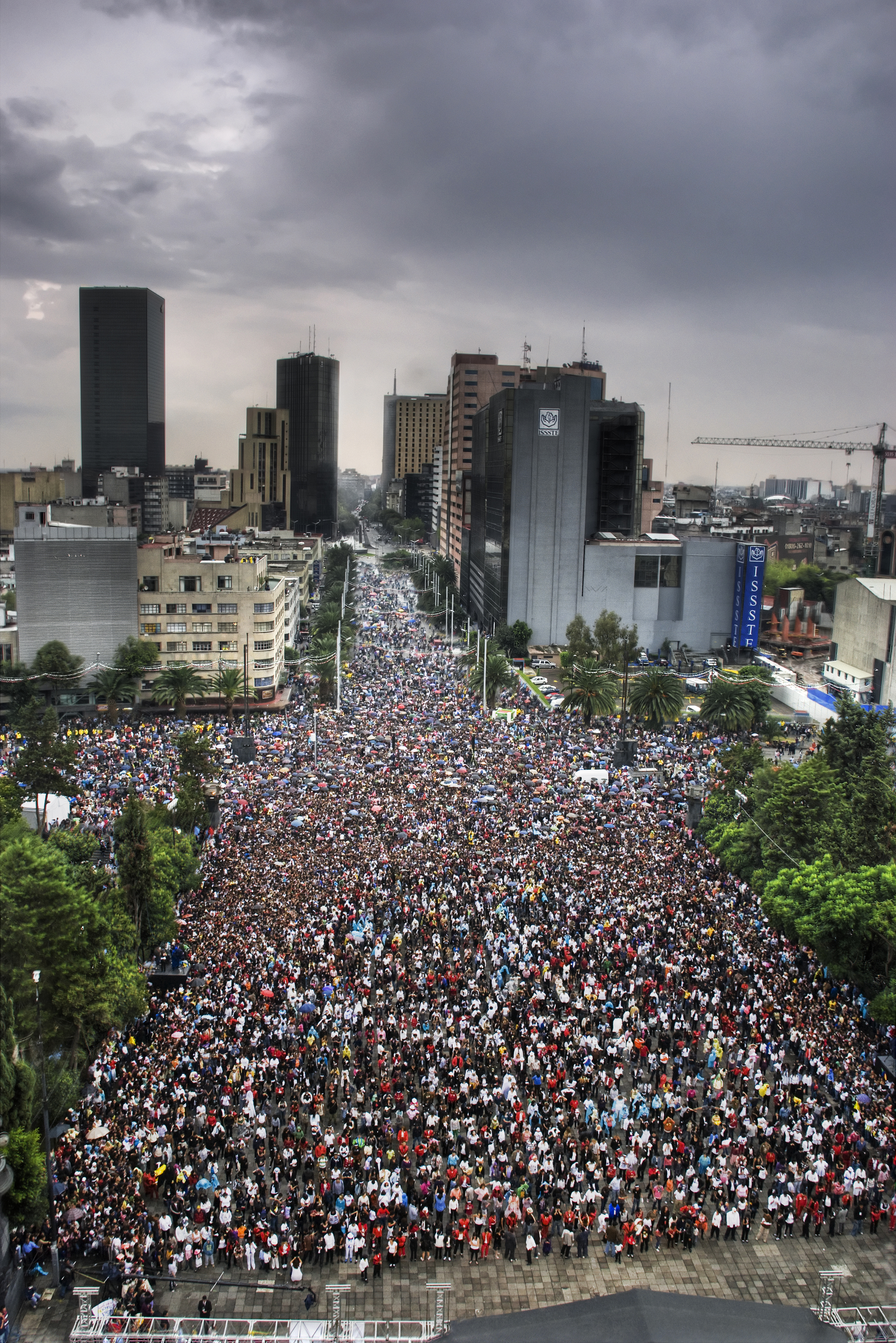
La Ciudad de México estableció un récord Guinness por el mayor número de personas bailando «Thriller» simultáneamente, con 13 mil personas en total.

En 1983, el presidente de CBS Records presionó a la cadena de televisión MTV para que emitiese los videoclips de Jackson: "Yo no voy a darles más videos y voy a hacer público lo que han hecho, de no desear transmitir la música de un hombre negro". Esta postura contribuyó para que la cadena transmitiera el videoclip de "Billie Jean" y posteriormente el de "Beat It", situación que más tarde ayudó a otros artistas negros en obtener el reconocimiento general de la prensa musical. Eventualmente, la popularidad de estos vídeos contribuyó a aumentar la presencia mediática de la cadena de televisión, y el enfoque de MTV cambió a favor del pop y el Rhythm and blues. Cuando a finales del mismo año se presentó el cortometraje Michael Jackson's Thriller de 14 minutos, MTV comenzó a transmitirlo dos veces por hora para satisfacer la demanda. La popularidad del vídeoclip hizo que el álbum Thriller, que había caído de la posición número 1 casi seis meses antes, saltase al primer lugar en esa Navidad y permaneciendo allí hasta entrado el año nuevo.
Con este álbum, Jackson transformó el medio del videoclip en una forma de arte y una herramienta de promoción mediante el uso de historias, rutinas de baile y efectos especiales. Cortometrajes como el de Thriller siguieron siendo utilizados en gran medida por Jackson, mientras que la secuencia de baile grupal en "Beat It" ha sido frecuentemente imitado. La coreografía de Thriller se ha convertido en parte de la cultura popular mundial, siendo replicada en todas partes de Bollywood y las cárceles de Filipinas.
Para un artista negro en la década de 1980, el éxito de Jackson no tenía precedentes. Según The Washington Post, Thriller allanó el camino para otros artistas afroamericanos como Prince. "The Girl Is Mine" fue acreditada para promover el amor interracial en la radio. La revista Time señaló que "Jackson es lo más grande que ha sucedido desde The Beatles. Él es el fenómeno más enérgico desde Elvis Presley. Es el único cantante negro que puede llegar a ser el más popular en la historia".

### Moonwalk
En marzo de 1983, durante el especial de televisión Motown 25: Yesterday, Today, Forever, Jackson interpretó la canción Billie Jean. Luego de tres minutos y 36 segundos de haber iniciado la interpretación, Jackson hizo el paso de baile conocido posteriormente como Moonwalk. Apenas dura un par de segundos y Jackson no había ejecutado el paso durante los ensayos. A pesar de que el cantante aseguró que simplemente dejó que “la canción crease los movimientos”, Jackson ya había visto el Moonwalk en 1979 en el  programa de televisión Soul Train. Sin embargo, al artista renegó de esta versión cuando en su autobiografía Moonwalker aseguró que lo había aprendido observando niños negros que lo practicaban en un gueto.
Para la revista Vanity Fair, el impacto del Moonwalk no radica en la originalidad o la propiedad intelectual, “sino a cómo engendra la propia identidad de Michael Jackson como artista”.

### Revaluación
El álbum sigue siendo materia de análisis por parte de los críticos. Stephen Thomas Erlewine de Allmusic le dio al álbum el máximo de cinco estrellas y escribió que la grabación sigue teniendo el mismo intereses para todos. Opina que mostró más funk y hard rock sin dejar de ser «indudablemente divertido». Felicitó a «Billie Jean» y "«Wanna Be Startin' Somethin'», y dijo, «las dos mejores canciones del disco: "Billie Jean",... y la delirante "Wanna Be Startin' Somethin'", el álbum tiene un funk más fresco, [pero] el más claustrofóbico». Erlewine opinó que Thriller mostraba un claro progreso a diferencia del anterior álbum en Jackson, aunque Allmusic criticó a la canción homónima, describiéndola como "ridícula". Slant Magazine le dio al álbum cinco estrellas y al igual que la revisión de Allmusic y la revisión original de Rolling Stone, explicó que la mejor canción del álbum es "«Wanna Be Startin' Somethin'».

### Rankings
Con base en el éxito cosechado en masa hasta hoy en día, Thriller fue colocado en el puesto número 20 de los 500 mejores álbumes de todos los tiempos por la revista Rolling Stone en el 2003, que mantuvo el ranking en una lista revisada de 2012 hasta su actual revisión del año 2020, en el que se colocó en el puesto número 12, siendo el álbum pop mejor clasificado de la lista. En 2007 la National Association of Recording Merchandisers (NARM) lo colocó en el puesto número 3 en su lista de los 200 discos «definitivos» que «todo amante de la música debería tener». En 2008, 25 años después de su lanzamiento, el álbum galardonado con el Premio del Salón de la Fama de los Grammy y, unas semanas después, una copia del álbum fue preservado en la Biblioteca del Congreso de los Estados Unidos por su «significado cultural». En 2009, críticos de MTV Base y VH1 eligieron a Thriller como el mejor álbum lanzado desde 1981. Ese mismo año, Thriller, fue elegido como el mejor álbum de la historia en una encuesta realizada por MTV Generation.

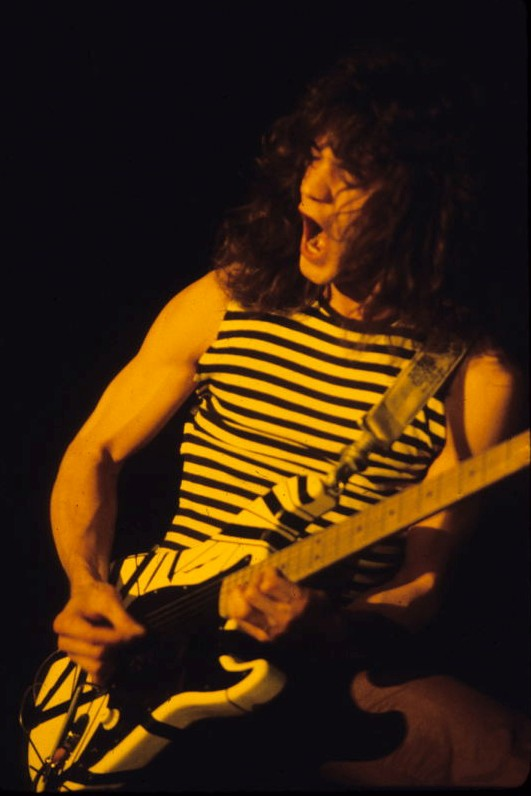
El guitarrista Eddie Van Halen ejecutó el solo de guitarra de «Beat It».

## Reediciones
El álbum fue reeditado en octubre de 2001 en un conjunto más amplio titulado Thriller: Special Edition. Los temas originales fueron remasterizados, y el álbum incluyó un nuevo folleto y material extra, incluyendo las canciones "Someone In the Dark", "Carousel", y el demo original de "Billie Jean", así como entrevistas de audio con Quincy Jones y Rod Temperton comentando sobre la grabación del álbum. Sony también contrató al ingeniero de sonido y mezclador Mick Guzauski para trabajar con Jackson en la creación de mezclas surround en 5.1 canales de Thriller, así como todos sus otros álbumes, para lanzarlo en el entonces nuevo formato Super Audio CD. A pesar de numerosos intentos, el artista no aprobó ninguna de las mezclas. En consecuencia, Thriller se publicó el SACD solo en una versión estéreo.
En 8 de febrero de 2008, Epic Records lanzó Thriller 25, en el que Jackson trabajó como productor ejecutivo. El álbum apareció en CD, USB y en vinilo con siete canciones extra, una nueva canción llamada «For All Time», un fragmento de la voz en off de Vincent Price, y cinco remezclas con artistas contemporáneos como Fergie, Akon, Will.I.Am y Kanye West. También incluye un DVD con tres videosclips, la presentación de "Billie Jean" en Motown 25, y un folleto con un mensaje de Jackson. La balada "For All Time" supuestamente data de 1982, pero se considera que fue grabada durante las sesiones de Dangerous.
Thriller 25 fue un éxito comercial alcanzando la posición número uno en ocho países, la número dos en los Estados Unidos, la número tres en el Reino Unido y alcanzó el Top 10 en más de 30 listas nacionales. En los Estados Unidos, Thriller 25 fue el segundo álbum más vendido en su primera semana de publicación, alcanzando ventas de ciento sesenta y seis mil copias, solo catorce mil menos para alcanzar la posición número uno. Fue inelegible para el Billboard 200 por ser un relanzamiento, pero entró en las listas del Pop Catalog alcanzando el número uno (donde permaneció durante diez semanas no consecutivas), consiguiendo las mejores ventas en esta lista desde diciembre de 1996. Con la llegada de Halloween en noviembre, Thriller 25 pasó su undécima semana no-consecutiva en la cima del Pop Catalog. Esto le trajo al álbum ventas de 688.000 copias en EE. UU., por lo que fue el mejor álbum de la lista del Pop Catalog en 2008. Este fue el mejor lanzamiento de Jackson desde Invincible en 2001, vendiendo tres millones de copias en todo el mundo en 12 semanas.

## Lista de canciones
| N.º | Título                                  | Escritor(es)               | Productor(es)                 | Duración |  |
| 1.  | «Wanna Be Startin' Somethin'»           | Michael Jackson            | Quincy Jones, Michael Jackson | 6:03     |  |
| 2.  | «Baby Be Mine»                          | Rod Temperton              | Quincy Jones                  | 4:20     |  |
| 3.  | «The Girl Is Mine» (con Paul McCartney) | Michael Jackson            | Quincy Jones, Michael Jackson | 3:42     |  |
| 4.  | «Thriller»                              | Rod Temperton              | Quincy Jones                  | 5:57     |  |
| 5.  | «Beat It»                               | Michael Jackson            | Quincy Jones, Michael Jackson | 4:19     |  |
| 6.  | «Billie Jean»                           | Michael Jackson            | Quincy Jones, Michael Jackson | 4:54     |  |
| 7.  | «Human Nature»                          | Steve Porcaro, John Bettis | Quincy Jones                  | 4:05     |  |
| 8.  | «P.Y.T. (Pretty Young Thing)»           | James Ingram, Quincy Jones | Quincy Jones                  | 3:58     |  |
| 9.  | «The Lady in My Life»                   | Rod Temperton              | Quincy Jones                  | 4:59     |  |

| Edición especial de 2001 | |                                              |                 |          |  |
| N.º                      | Título                                                                                              | Escritor(es)                                 | Productor(es)   | Duración |  |
| 10.                      | «Quincy Jones Interview #1»                                                                         |                                              |                 | 2:19     |  |
| 11.                      | «Someone in the Dark» (grabado en junio de 1982 durante las sesiones de E.T. the Extra-Terrestrial) | Alan Bergman, Marilyn Bergman, Rod Temperton | Quincy Jones    | 4:47     |  |
| 12.                      | «Quincy Jones Interview #2»                                                                         |                                              |                 | 2:04     |  |
| 13.                      | «Billie Jean» (Home Demo from 1981) (grabado en 1981 durante las sesiones de Thriller)              | Michael Jackson                              | Michael Jackson | 2:20     |  |
| 14.                      | «Quincy Jones Interview #3»                                                                         |                                              |                 | 3:10     |  |
| 15.                      | «Rod Temperton Interview #1»                                                                        |                                              |                 | 4:03     |  |
| 16.                      | «Quincy Jones Interview #4»                                                                         |                                              |                 | 1:32     |  |
| 17.                      | «Voice-Over Session from Thriller»                                                                  | Rod Temperton                                | Quincy Jones    | 2:52     |  |
| 18.                      | «Rod Temperton Interview #2»                                                                        |                                              |                 | 1:56     |  |
| 19.                      | «Quincy Jones Interview #5»                                                                         |                                              |                 | 2:01     |  |
| 20.                      | «Carousel» (grabado el 14 de abril de 1982 durante las sesiones de Thriller)                        | Michael Sembello, Don Freeman                | Quincy Jones    | 1:49     |  |
| 21.                      | «Quincy Jones Interview #6»                                                                         |                                              |                 | 1:17     |  |

## Posicionamiento en listas

### Semanales
| País (Lista 1982–2024)                         | Posición |
| ---------------------------------------------- | -------- |
| Australian Albums (Kent Music Report)          | 1        |
| Austria (Ö3 Austria)                           | 3        |
| Bélgica (Ultratop Flandes)                     | 5        |
| Bélgica (Ultratop Valonia)                     | 7        |
| Canadá (Billboard Canadian Albums)             | 1        |
| Canadá (Billboard Canadian Albums)             | 18       |
| Dinamarca (Hitlisten)                          | 18       |
| Países Bajos (Album Top 100)                   | 1        |
| European Albums (European Top 100 Albums)      | 1        |
| Finnish Albums (Suomen virallinen albumilista) | 1        |
| French Albums (SNEP)                           | 1        |
| Alemania (Offizielle Top 100)                  | 1        |
| Greek Albums (IFPI)                            | 8        |
| Greece Albums (Billboard)                      | 1        |
| Italia (FIMI)                                  | 1        |
| Japanese LPs (Oricon)                          | 1        |
| Nueva Zelanda (RMNZ)                           | 1        |
| Noruega (VG‑lista)                             | 6        |
| Polonia (ZPAV)                                 | 29       |
| España (Promusicae)                            | 4        |
| Suecia (Sverigetopplistan)                     | 1        |
| Suiza (Schweizer Hitparade)                    | 4        |
| Reino Unido (UK Albums Chart)                  | 1        |
| Estados Unidos (Billboard 200)                 | 1        |
| Estados Unidos (Top R&B/Hip-Hop Albums)        | 1        |